# Lingarasanahalli, Hassan
Lingarasanahalli là một làng thuộc tehsil Hassan, huyện Hassan, bang Karnataka, Ấn Độ.